# CityVille
CityVille je društvena videoigra čiji je glavni cilj gradnja, razvijanje i upravljanje virtualnim gradom, objavljena 2. studenog 2010. godine na društvenoj mreži Facebooku. Igrači mogu surađivati sa svojim prijateljima, koji također imaju svoj grad, uspostavljanjem susjedskih odnosa, slanjem darova i materijala za izgradnju, posjećivanjem i pomaganjem u izgradnji i unaprjeđivanju zgrada.
Igra vuče korijene iz igara Farm Town i SimCity, a slična je igri FarmVille. Osnovne komponente su joj gradnja i unaprjeđivanje zgrada, uzgajanje usjeva, te zarađivanje novca sakupljanjem stanarine iz stambenih zgrada i prometa iz trgovina. Igra je u potpunosti besplatna, ali nudi igračima i kupovanje posebnih sadržaja pravim novcem.